# Henryk Bierła
Henryk Bierła (ur. 1947 w Katowicach, zm. 19 listopada 2020) – polski zapaśnik, starszy brat zapasnika Romana Bierły.
Jako zawodnik stylu klasycznego reprezentował barwy GKS Katowice w kategoriach wagowych +97, 100 kg. Był wielokrotnym uczestnikiem indywidualnych mistrzostw Polski w zapasach, na których zdobywał medale; w 1972 srebrny, w 1975 brązowy, zaś w 1978 złoty.